# Лешек Ляшкевич
Лешек Ляшкевич (пол. Leszek Laszkiewicz; народився 11 серпня 1978 у м. Ястшембе-Здруй, Польща) — польський хокеїст, лівий нападник. 
Вихованець хокейної школи ГКС (Ястшембє). Виступав за ГКС (Ястшембе), «Заглемб'є» (Сосновець), «Нюрнберг Айс-Тайгерс», ХК «Криниця», «Унія» (Освенцім), ХК «Вітковіце», «Гавіржов Пантерс», ХК «Мілан», «Краковія» (Краків), КТХ Криниця.
У складі національної збірної Польщі провів 168 матчів (69 голів); учасник чемпіонатів світу 1999 (група B), 2000 (група B), 2001 (дивізіон I), 2002, 2003 (дивізіон I), 2004 (дивізіон I), 2005 (дивізіон I), 2006 (дивізіон I), 2007 (дивізіон I), 2008 (дивізіон I), 2009 (дивізіон I), 2010 (дивізіон I) і 2011 (дивізіон I). У складі молодіжної збірної Польщі учасник чемпіонатів світу 1997 і 1998 (група B). У складі юніорської збірної Польщі учасник чемпіонату Європи 1995 (група B). 
Чемпіон Польщі (2001, 2002, 2004, 2006, 2008, 2009, 2011). Чемпіон Італії (2005).
Брат: Даніель Ляшкевич.